# Критерій Ходжа — Лемана
Критерій Ходжа — Лемана — цей критерій є зважуванням (комбінацією) критерію Баєса — Лапласа та максимінного критерію .
Нехай дано: {\displaystyle u(x,s)}  — функція рішень, визначена на {\displaystyle X\times S}, де {\displaystyle X=\{x_{i}\}_{i=1}^{N}} — множина альтернатив, {\displaystyle S=\{s_{i}\}_{i=1}^{M}} — множина станів, а {\displaystyle p(x,s)}  — ймовірнісна міра ситуації {\displaystyle {\mathcal {f}}x,s{\mathcal {g}}}, тоді
{\displaystyle \ X_{opt}=\arg \max _{x\in X}\{\alpha E(x)+(1-\alpha )\min _{s\in S}u(x,s)\}}.
Для скінченого випадку
{\displaystyle \ X_{opt}=\arg \max _{x_{k={\overline {1,M}}}}\{\alpha E(x_{k})+(1-\alpha )\min _{j={\overline {1,N}}}u_{kj}\}}

## Інші критерії
- Критерій Баєса — Лапласа
- Критерій Вальда
- Критерій Севіджа
- Критерій Гурвіца
- Критерій Гермейєра
- Модальний критерій
- Критерій добутків
- Критерій мінімальної дисперсії
- Критерій максимальної імовірності